# Mochlitz

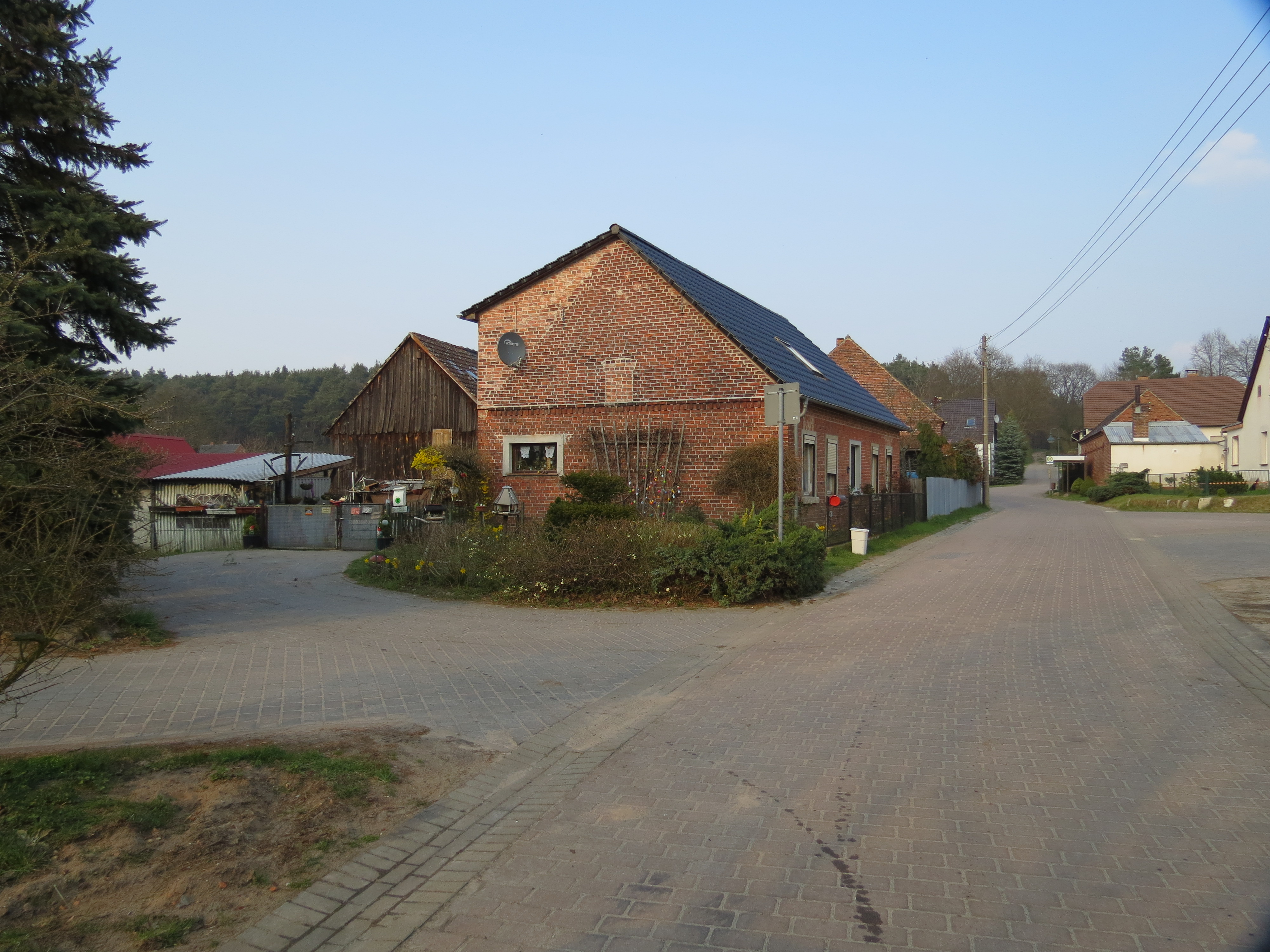
Mochlitzer Dorfstraße 6

Mochlitz (niedersorbisch Mochlice) ist ein bewohnter Gemeindeteil in der Gemeinde Jamlitz im Landkreis Dahme-Spreewald (Brandenburg). Mochlitz war im ausgehenden Mittelalter und der frühen Neuzeit ein Vasallengut des Klosters Neuzelle und bis 1816 eine Exklave des Kreises Guben im Kreis Lübben.

## Geographie
Mochlitz liegt nur knapp 3 km Luftlinie nordöstlich von Lieberose und etwa 12 km Luftlinie südöstlich von Friedland. Es liegt am Nordende des Raduschsees. Die Gemarkung von Mochlitz wurde mit der Eingemeindung nach Jamlitz aufgelöst; Mochlitz gehört nun zur Gemarkung Jamlitz. Die ehemalige Gemarkung grenzte im Norden an Trebitz, im Nordosten und Osten an Ullersdorf, im Süden an Jamlitz und im Westen an Goschen. Zur ehemaligen Gemarkung gehörte auch der fast 3 km vom Ortskern entfernt liegende Mochlitzer See und die dortige, heute nicht mehr existierende Mochlitzer Mühle (um 1900). Mochlitz ist über einen kleinen Verbindungsweg von Jamlitz von Südosten und durch die K 6103, die von der westlich verlaufenden B 168 abzweigt, zu erreichen.
Das Lieberoser Mühlenfließ entspringt nordöstlich des Ortskerns auf der ehemaligen Mochlitzer Gemarkung, fließt zunächst nach Westen um dann nach ostsüdöstlicher Richtung umzubiegen und mündet in den Radduschsee. Es verlässt den Raduschsee an dessen Südende.

## Geschichte

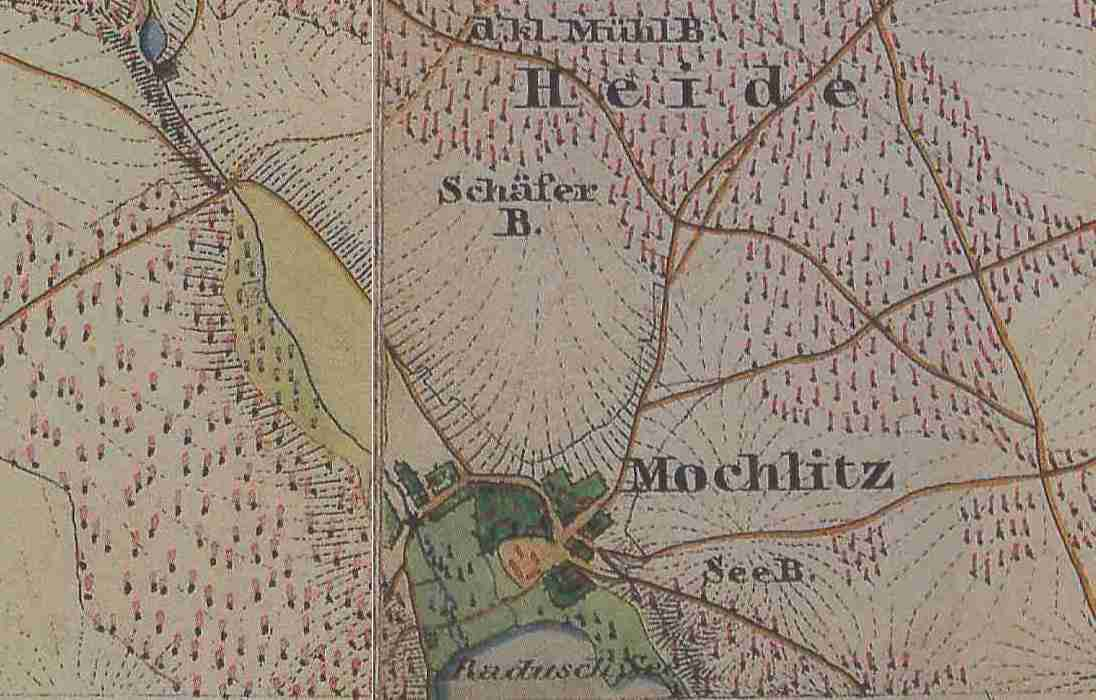
Ausschnitte aus den Urmesstischblätter 3951 Trebatsch und 3952 Groß Muckrow kombiniert. Am linken oberen Bildrand liegt die Mochlitzer Mühle

Der Ort wurde möglicherweise bereits in einer Hebeliste des Klosters Neuzelle aus den Jahren 1416/26 als ?okalicz erstmals urkundlich erwähnt. Sicher ist eine Nennung aus dem Jahr 1557 als Mocklitz. Nach Ernst Eichler könnte der Ortsname von *moch = Moos abgeleitet sein, aber auch von einem Personennamen *Moch-l. Nach Rudolf Lehmann im Historischen Ortslexikon soll das Dorf ursprünglich ein Runddorf gewesen sein. Die Besitzgeschichte ist nur lückenhaft dokumentiert.
Nach Rudolf Lehmann kam das Dorf zwischen 1370 und 1429 in den Besitz des Klosters Neuzelle. Es war jedoch als Vasallengut vergeben. Von der Mitte des 16. Jahrhunderts bis in die Mitte des 17. Jahrhunderts war es an die Familie von Zabeltitz verlehnt. Er folgert diese Besitzgeschichte daraus, dass Mochlitz ab der Mitte des 17. Jahrhunderts mit Ullersdorf verbunden war, dessen Besitzgeschichte besser dokumentiert ist. Nach Rudolf Lehmann wurde Mochlitz 1661 an die von Schlieben verkauft. Er gibt dafür aber keinen Urkundenbeleg an. In einer Streitsache datiert vom 17. Oktober 1666 zwischen mehreren Vettern von Schlieben um die Mitbelehnung an Golzig (heute Kasel-Golzig) wird beiläufig erwähnt, dass Zacharias Otto von Schlieben seinen Vetter Joachim Friedrich von Schlieben auf Golzig bei der Belehnung seines „neu erkauften Gutes“ Ullersdorf in die Gesamte Hand aufgenommen habe, und dies auch bei der Belehnung des Gutes Mochlitz tun wolle. Damit dürfte Ullersdorf und Mochlitz erst 1665/6 von Zacharias Otto von Schlieben erworben worden sein. Wäre Ullersdorf und Mochlitz von Zacharias Otto schon 1661 erworben worden, würde in der Urkunde von 1666 bestimmt nicht mehr von einem neu erkauften Gut die Rede sein. Außerdem gibt es noch eine Notiz in Georg Schmidts Die Familie von Zabeltitz (Zobeltitz), dass Ullersdorf von einer Frau von Zabeltitz an einen Rittmeister von Schlieben verkauft wurde. Die letzten Besitzer von Mochlitz aus der Familie waren die Brüder Johann Georg und Joachim Friedrich von Zabeltitz, Söhne des Anton von Zabeltitz. Bei der Niederlage der brandenburgischen Truppen in der Schlacht bei Lyck im Zweiten Nordischen Krieg am Michaelistag (29. September) 1656 wurde der brandenburgische Quartiermeister Joachim Friedrich von Zabeltitz von tatarischen Truppen gefangen genommen und als Sklave verkauft. Falls Joachim Friedrich verheiratet war, könnte die obige Notiz, dass Ullersdorf von einer Frau von Zabeltitz an einen Rittmeister von Schlieben verkauft wurde, zutreffen. Aus diesen vagen Hinweisen, dass Mochlitz zusammen mit Ullersdorf an die von Schlieben verkauft wurde, folgert R. Lehmann im Historischen Ortslexikon nun, dass Mochlitz wie Ullersdorf bereits in der 2. Hälfte des 16. Jahrhunderts im Besitz derer von Zabeltitz war. Houwald fand für diese Besitzgeschichte in Bezug auf Mochlitz jedoch keinen Beleg.
Zacharias Otto war einer der drei Söhne des Zacharias von Schlieben auf Rutzko (Rutzkau, Gemeindeteil von Bronkow). Seine Mutter war Felicia von Stutterheim. Der Bruder Adam Christian war schon um 1650/1 gestorben, der dritte Bruder hieß Caspar Loth. Seine Schwestern waren Felicia Magdalena, verheiratet mit Georg von Zschertwitz auf Briesen und Tornow und Anna Catharina, seit dem 8. August 1651 verheiratet mit Caspar von Leipzig(er) auf Herbersdorf (heute Ortsteil der Gemeinde Niederer Fläming). Zacharias Otto hatte bereits 1653 mit Einwilligung seines Bruders Caspar Loth das Gut Rutzkau an Hans Christoph von Muschen (oder Mosch) verkauft. Sein Bruder Caspar Loth hatte dagegen 1664/6 das Gut Reicherskreuz gekauft. Der neue Besitzer von Ullersdorf (und Mochlitz) war mit Margarethe Elisabeth von Petersdorf verheiratet. Sie war die Tochter des Joachim von Petersdorf, dem die Hälfte von Groß Drewitz (Ortsteil von Schenkendöbern) gehörte. Zacharias Otto hatte zwei Söhne, Georg Friedrich und Johann Zacharias sowie einige, namentlich nicht bekannte Töchter. 1670 kaufte er von seinem Schwiegervater die Hälfte des Dorfes Groß Drewitz. Mochlitz soll 1671 bis 1674 nochmal an die von Zabeltitz verkauft worden sein (nach R. Lehmann). Houwald dagegen fand keinen Hinweis auf einen erneuten Besitz derer von Zabeltitz in Mochlitz. Er nimmt an, dass dies wohl nur pfandweise geschah oder dass das Gut in nicht lehensrechtlich gehöriger Form geschehen war. Zacharias Otto starb am 23. Februar 1675 und wurde in Grano beigesetzt. Nach R. Lehmann soll Mochlitz dann später ab 1685 in den Besitz derer von Schönermark gekommen sein. Über die Besitzer in der Zwischenzeit (1674 bis 1685) schweigt er sich aus. Houwald geht jedoch davon aus, dass Mochlitz wohl erst von dem Sohn des Zacharias Otto, Hans Zacharias von Schlieben veräußert worden ist, denn sein Vater Zacharias Otto war ja schon 1675 verstorben. 1692 wurde ihm bescheinigt, dass er fünf Jahre in Kriegsdiensten am Rhein gestanden hätte und unabkömmlich war. Er hatte daher die Belehnung in die gesamte Hand für Golzig und Oderin nicht rechtzeitig befolgen können, wurde aber nach Zahlung von 50 Talern pardonniert. 1697 wurde er zum Leutnant befördert, 1698 zum Hauptmann, und er brachte es schließlich bis zum Oberst. Nach dem erbenlosen Tod des Joachim Friedrich von Schlieben fiel ihm schließlich Golzig zu. Allerdings folgte darauf noch ein Prozess um die Lehenfolge mit den anderen Mitbelehnten, der bis 1743 andauerte.
Houwald fand nur einen vom 5. Oktober 1690 datierten Lehnsbrief für Hans Caspar von Schönermark über das Gut Ullersdorf und auch Mochlitz. Über den Vorbesitzer wird in der Urkunde nichts ausgesagt, d. h., dass es sich wohl eher um eine Wiederbelehnung handelte. Der am 7. Januar 1631 in Hartmannsdorf geborene Hans Caspar war in erster Ehe mit Polixena Elisabeth von Löben verheiratet, mit der er vier Kinder hatte, die Söhne Hans Caspar d. J., Cuno Ernst, Hans Adam (1679–1753) und Sofie Eleonore (* 1677). 1682 heiratete er in 2. Ehe Elisabeth Gertraud von Stutterheim, Tochter des Georg von Stutterheim und der Margaretha Barbara von Schönfeld auf Werben. 1662 hatte Sigismund d. J. von Schönfeld Ernstens Hof in Werben an seinen Schwager Georg von Stutterheim verkaufen müssen. Hans Caspar d. Ä. hatte noch einen Bruder Alexander von Schönermark auf Hohenahlsdorf. Hans Caspar d. Ä. starb am 18. Februar 1714; der Doppelgrabstein für ihn und seine Frau Elisabeth Gertraud ist in der Kirche von Trebitz aufgestellt. Er hinterließ die beiden Söhne Hans Caspar d. J. und Hans Adam, die 1714 einen Erbvergleich schlossen, nach dem Mochlitz an Hans Adam ging, Ullersdorf an Hans Caspar d. J. 1727 gehörte Mochlitz dem Hans Adam von Schönermark. Die beiden hatten noch eine Schwester Ursula Elisabeth (1688–1768), die mit Siegmund Ernst von Karras auf Jetsch (heute ein Ortsteil von Kasel-Golzig) verheiratet war. Hans Adam war mit Eva Christine von Karras verheiratet, der Bruder des Siegmund Ernst von Karras, der mit seiner Schwester Ursula Elisabeth verheiratet war. Eine weitere Schwester der beiden Karras war Hedwig Sofie, die mit Ernst Friedrich von Schönermark, dem Sohn des Alexander von Schönermark auf Hohenahlsdorf verheiratet. Hans Adam von Schönermark auf Mochlitz hatte aus seiner Ehe mit Eva Christine von Karras drei Söhne, Erdmann Heinrich, den früh verstorbenen Hans Siegmund und einen NN., der der Vater des August Wilhelm von Schönermark war sowie eine Schwester Johanna Christiane, die den Johann Gottlob von Karras aus dem Hause Schenkendorf geheiratet hatte. Diese Ehe blieb kinderlos und Johann Gottlob von Karras fiel 1745 als kursächsischer Leutnant in der Schlacht bei Kesselsdorf. Hans Caspar d. J. war am 5. Mai 1740 ohne Leibeserben gestorben; Ullersdorf fiel deshalb an seine Neffen Erdmann Heinrich von Schönermark und August Wilhelm von Schönermark (Schönnermark). Letzterer ist später auf Hohenahlsdorf nachgewiesen. Er war mit Caroline von Weisse verheiratet, mit der er einen Sohn Ludwig Carl Constantin hatte, der später nach Österreich ging. Erdmann Heinrich von Schönermark (* 27. August 1708 in Mochlitz) erhielt nun Ullersdorf. Er hatte am 7. November 1741 in Trebitz Eva Caroline Johanna Sophia von Thümmel geheiratet. Er besaß außerdem das Gut Linderode (heute Lipinki Łużyckie, Powiat Żarski, Polen).
Das Gut Mochlitz ging an die Schwester des Erdmann Heinrich, Johanna Christine verh. von Karras. Sie lebte anscheinend nach dem Tod ihres Mannes Johann Gottlob von Karras 1745 in Lieberose und starb dort am 14. Februar 1752. 1748 hatte sie Mochlitz um 9.000 Taler an Georg Anton Graf von der Schulenburg und Besitzer der Standesherrschaft Lieberose verkauft. Er trat jedoch nicht selbst als Käufer auf, sondern gab den Bruder der Johanna Christine, Erdmann Heinrich von Schönermark als Käufer an. Er hatte wie er später angab, aus „gewissen Bedenken“, die leider nicht bekannt sind, nicht selbst als Käufer auftreten können. Mitbelehnt waren der Lieberoser Bürgermeister Michael Heym und der Hofrichter Martin Christoph Geras (Karras). Georg Anton Graf von der Schulenburg wollte 1776 nun selbst die Lehn übernehmen. Doch die Erben des Hofrichters Geras/Karras versagen ihm die Zustimmung. Daraufhin kam es zum Prozess, den die Geras/Karras-Erben jedoch verloren. 1778 konnte Georg Anton von der Schulenburg das Gut Mochlitz selbst übernehmen. Er starb am 6. Dezember 1778 in Lieberose. Da Mochlitz nicht zum Majorat (Standesherrschaft Lieberose, Zickosche Güter, Lamsfeldsche Güter) gehörte, fiel Mochlitz zusammen mit Anteilen von Mittweide und Schuhlen an Carl Ernst Georg Graf von Podewils. Dieser verkaufte Mochlitz am 9. November 1779 an den Hauptmann Ernst Sigismund von Mosch auf Kunersdorf (heute ein Ortsteil der Gemeinde Rietz-Neuendorf, Lkr. Oder-Spree). Der Kauf wurde am 2. Mai 1780 vom Kloster bestätigt. Ernst Sigismund von Mosch hatte 1775 von Erdmann Heinrich von Schönermark bereits das Gut Ullersdorf für 16.000 Taler und 200 Taler Schlüsselgeld erworben. Mitbelehnt waren der Landesälteste und Hauptmann Ernst Abraham von Stutterheim auf Wiese und Hans Heinrich Ludwig von Winterfeld auf Krayne und Lübbinchen.
Ernst Sigismund von Mosch war am 30. Juni 1724 in Altdorf (Kreis Sagan) geboren worden. Er starb am 11. Juni 1787 in Berlin, seine beiden Söhne Carl Ernst Gottlob und August Sigismund Leberecht (* 24. März 1775 Cunersdorf; † 24. Juli 1842 in Bagenz, Kreis Spremberg) waren zu diesem Zeitpunkt noch minderjährig. Deshalb beantragte ihr Vormund Hans Heinrich Ludwig von Winterfeld Indult (Aufschub) bis zur Volljährigkeit. Am 8. April 1797 wurde Carl Ernst Gottlob mit Ullersdorf und Mochlitz belehnt, am 27. Juni 1797 schließlich auch August Sigismund Leberecht. Sie hatten aber bereits am 21. Januar 1797 den Kaufkontrakt zum Verkauf der beiden Güter an den gräflich schulenburgischen Hofrichter Johann Friedrich Wiesener unterzeichnet. Wiesener scheint Mochlitz noch im gleichen Jahr an Dietrich Ernst Otto Albrecht von der Schulenburg auf Lieberose verkauft zu haben. Es verblieb anscheinend nun bei der Herrschaft Lieberose; dort wird es von der Topographisch-statistische Uebersicht des Regierungsbezirks Frankfurth a. d. O. für das Jahr 1818 aufgeführt. Dagegen nennt die Topographisch-statistische Uebersicht des Regierungsbezirks Frankfurth a. d. O. von 1844 (Stichjahr 1840) als Besitzer von Mochlitz einen gewissen Richter in Lieberose. Nach Berghaus ist dieser C. F. Richter Besitzer von Mochlitz seit ca. 1830. Dagegen wird dieser Richter im Amtsblatt des Regierungsbezirks Frankfurt a. d. O. von 1856 als Gutsbesitzer, prinzlicher Oberamtsmann und Domänenpächter Richter in Lieberose beschrieben. Im Topographisch-statistische[n] Handbuch des Regierungs-Bezirks Frankfurt a. O. von 1867 (Stichjahr 1864) wird der Besitzer als Oberamtmann Richter zu Göritz im Kreis Sternberg näher bezeichnet. Auch Riehl führt Richter als Besitzer. Das Generaladressbuch von 1879 nennt als Besitzer den königlichen Oberamtmann Richter zu Göritz (heute Górzyca, Powiat Słubicki, Polen). Im Handbuch des Grundbesitzes von 1885 ist der Besitzer erstmals mit Vornamen als Carl Richter aufgeführt, als sein Wohnort wird nun genauer Frauendorf bei Göritz im Kreis Weststernberg angegeben. Das Rittergut war damals 165 ha groß. R. Lehmann gibt dagegen an, dass Mochlitz bis ins 20. Jahrhundert im Besitz derer von der Schulenburg blieb. 1907 wird tatsächlich noch Grundbesitz der Standesherrschaft Lieberose genannt. Es handelte sich um 800 ha Wald und 50 ha Wasserfläche. Während das Rittergut mit den Ackerflächen verkauft worden war, verblieb der Waldbesitz bei der Standesherrschaft Lieberose.
| Bevölkerungsentwicklung von 1818 bis 2002 | Bevölkerungsentwicklung von 1818 bis 2002 | Bevölkerungsentwicklung von 1818 bis 2002 | Bevölkerungsentwicklung von 1818 bis 2002 | Bevölkerungsentwicklung von 1818 bis 2002 | Bevölkerungsentwicklung von 1818 bis 2002 | Bevölkerungsentwicklung von 1818 bis 2002 | Bevölkerungsentwicklung von 1818 bis 2002 | Bevölkerungsentwicklung von 1818 bis 2002 | Bevölkerungsentwicklung von 1818 bis 2002 |
| ----------------------------------------- | ----------------------------------------- | ----------------------------------------- | ----------------------------------------- | ----------------------------------------- | ----------------------------------------- | ----------------------------------------- | ----------------------------------------- | ----------------------------------------- | ----------------------------------------- |
| Jahr                                      | 1818                                      | 1846                                      | 1871                                      | 1890                                      | 1910                                      | 1925                                      | 1939                                      | 1946                                      |                                           |
| Einwohner                                 | 86                                        | 85                                        | 111                                       | 112                                       | 105                                       | 108                                       | 82                                        | 129                                       |                                           |

## Das Dorf Mochlitz

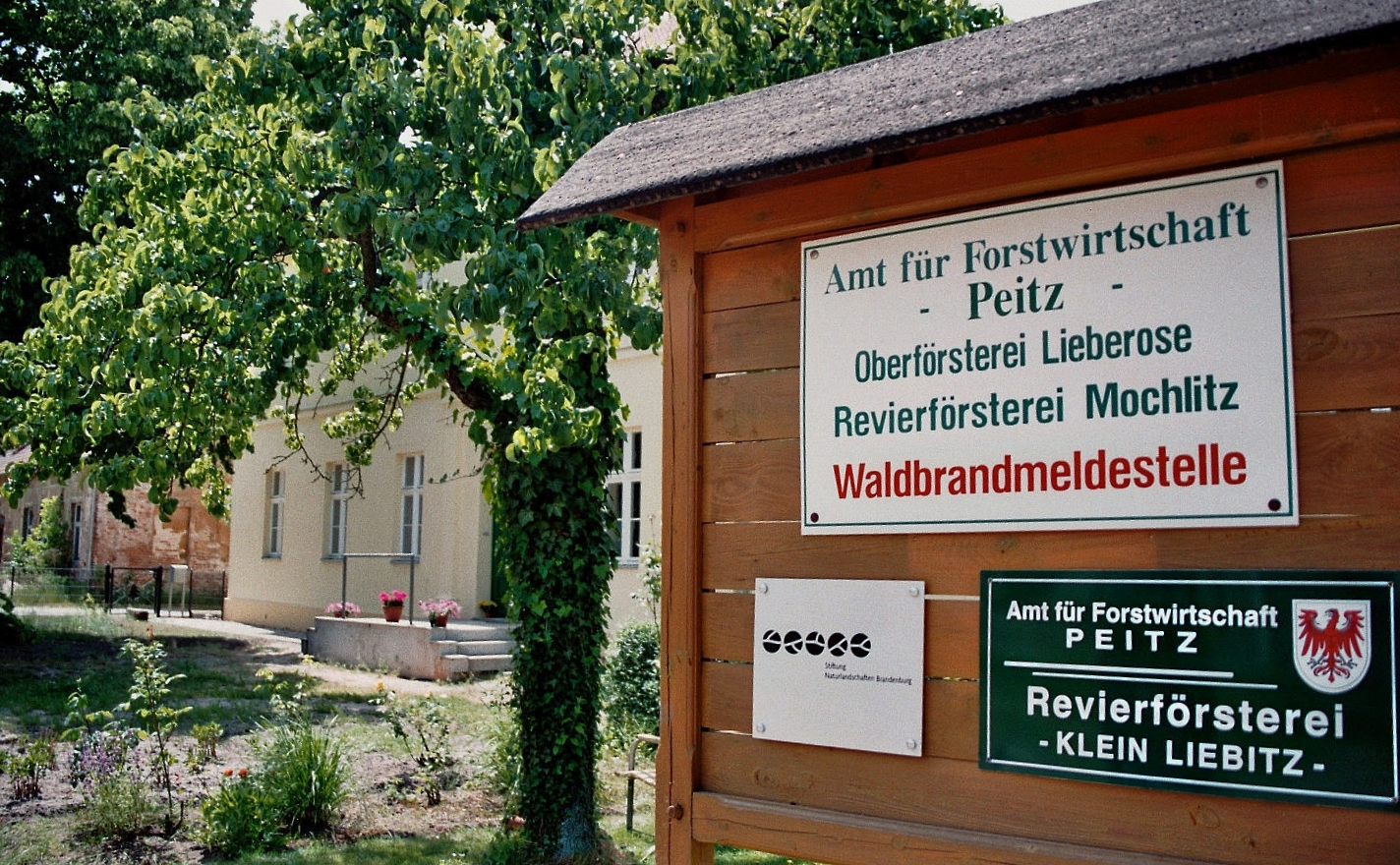
Schild im Schlosshof in Lieberose

Im Jahr 1708 lebten in Mochlitz nur zwei Kossätenfamilien. Das Dorf hatte eine Schatzung von 500 Gulden. 1723 waren zu den zwei Kossäten drei Büdner hinzugekommen.  Im Schmettauschen Kartenwerk von 1767/87 ist nordwestlich von Mochlitz am Lieberoser Mühlenfließ die Mochlitzer Mühle eingezeichnet und nur wenig davon entfernt auch eine Windmühle. Die (um 1900 so bezeichnete) Mochlitzer Mahlmühle ist als Kolonie bezeichnet. Die (alte) Wassermühle ist noch um 1900 existent, die Windmühle ist dagegen verschwunden. 1790 mussten die Mochlitzer ihre Kinder nach Ullersdorf in die Schule schicken; Ullersdorf hatte bereits einen festangestellten Schulmeister. 1793 werden fünf Freihäusler erwähnt. 1809 wohnten zwei Kossäten und sechs Häusler oder Büdner in Mochlitz. 1818 wurden 16 „Feuerstellen“ und 81 Einwohner gezählt. Separat aufgezählt ist die Mochlitzer Wassermühle mit einer Feuerstelle und fünf Bewohnern. 1840 werden nun 16 Wohngebäude genannt, in denen 76 Menschen lebten. Der Ort wird als „Dorf mit einer Wassermühle“ bezeichnet. Berghaus (1855) nennt eine Wassermühle und eine Holländische Windmühle für Mochlitz erwähnt. Der Gutsbezirk hatte eine Größe von 3818 Morgen, die bäuerliche Feldmark betrug dagegen nur 271 Morgen. Allerdings ist zu vermuten, dass die Holländische Windmühle irrtümlich hier aufgeführt ist. Sie ist auch nicht im Urmesstischblatt von 1846 verzeichnet und wird in keiner anderen Quelle erwähnt. 1864 standen 21 Häuser in Mochlitz, in denen 104 Menschen wohnten. Die Wassermühle war im Besitz eines gewissen Schütze. Bis um 1900 war die Oberförsterei Mochlitz eingerichtet worden. In der Topographischen Karte 1:25.000 Blatt 3952 Groß Muckrow ist am Ostufer des Raduschsees ein Park eingezeichnet. 1929 wurden der Gutsbezirk Mochlitz aufgelöst und in die Gemeinde eingegliedert. Nach dem Zweiten Weltkrieg wurde in Mochlitz die Landwirtschaftliche Produktionsgenossenschaft (LPG) Heideland gegründet. Der Sitz der Revierförsterei Mochlitz befindet sich heute im Schlosshof in Lieberose. Die Jagdgenossenschaft Jamlitz-Mochlitz hat den kleinen Ort in ihrem Namen behalten.

## Kirchliche Zugehörigkeit
Der Ort hat keine Kirche und war immer zur Landkirche in Lieberose eingepfarrt.

## Politische Zugehörigkeit
Mochlitz war ein Vasallengut des Klosters Neuzelle; der Ort war deshalb eine Exklave des Gubenschen Kreises im Krummspreeischen Kreis (auch Lübbenscher Kreis genannt) und kam erst mit der Kreisreform von 1816 zum Kreis Lübben. Zum 1. Juli 1950 wurde es nach Jamlitz eingemeindet, die Gemarkung wurde mit der Gemarkung Jamlitz vereinigt. In der Kreisreform von 1952 kam Mochlitz zum Kreis Beeskow, der nach der Wende 1990 noch in Landkreis Beeskow umbenannt wurde. Im Zuge der Ämterbildung im Land Brandenburg schloss sich Jamlitz 1992 mit 13 anderen Gemeinden und der Stadt Lieberose zum Amt Lieberose zusammen. 1993 wurde der Kreis Beeskow zusammen mit den Kreisen Eisenhüttenstadt-Land und Fürstenwalde zum Landkreis Oder-Spree fusioniert. Jamlitz war aber abgetrennt worden und kam zum neuen Landkreis Dahme-Spreewald. Am 26. Oktober 2003 wurden Leeskow und Ullersdorf in die Gemeinde Jamlitz eingemeindet. Mochlitz hat seither nur noch den Status eines Gemeindeteils der Gemeinde Jamlitz, d. h. ohne eigenen Ortsbeirat. Zeitgleich wurde das Amt Lieberose mit dem Amt Oberspreewald zum Amt Lieberose/Oberspreewald fusioniert, das seither die Verwaltungsgeschäfte der Gemeinde Jamlitz besorgt.

## Belege